# Neobrachiella gulosa
Neobrachiella gulosa är en kräftdjursart som först beskrevs av C. B. Wilson 1915.  Neobrachiella gulosa ingår i släktet Neobrachiella och familjen Lernaeopodidae. Inga underarter finns listade i Catalogue of Life.